# Elisabeth Johansenová
Elisabeth Maria Sara Johansenová, rozená Henningsenová (1. srpna 1907 Uummannaq – 21. června 1993 Uummannaq) byla grónská porodní asistentka a politička. Byla první certifikovanou porodní asistentkou v zemi a také první ženou, která v Grónsku dosáhla politické funkce. Byla první ženou jmenovanou rytířkou řádu Dannebrog.

## Životopis

### Mládí a studia

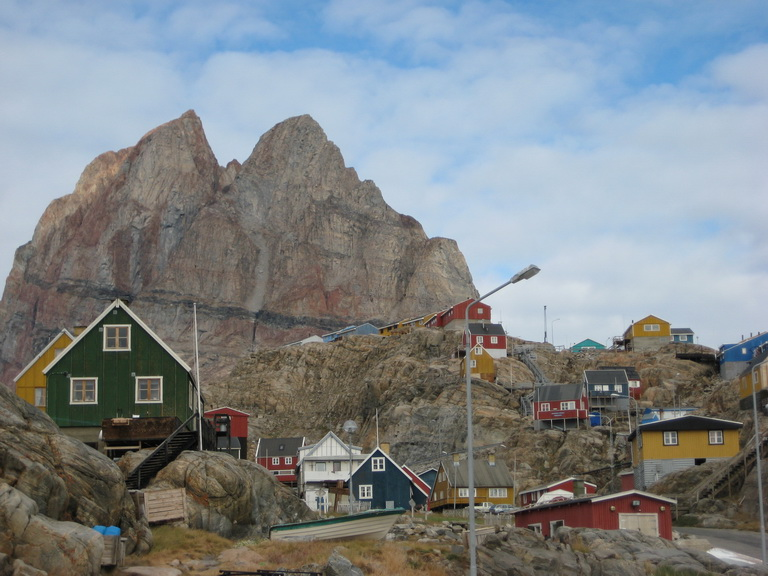
Obec Uummannaq, kde se Johansenová narodila a působila

Elisabeth Maria Sara Johansenová se narodila 1. srpna 1907 v grónském Uummannaqu Johanně Marii Gjertrud Fleichserové a Johanu Emilu Hansi Henningsenovi. Její otec byl v letech 1862 až 1863 členem místní rady Královské grónské obchodní společnosti a v roce 1911 se stal známým členem rady Severního inspektorátu Grónska. Její dětství, jak bylo typické pro dívky z vyšších vrstev, nezahrnovalo školní docházku. V roce 1923 přijala Johansenová místo chůvy v dánské rodině, která cestovala, a manželka jejího zaměstnavatele ji povzbudila, aby se vyučila porodní asistentkou. V roce 1925 Johansenová odcestovala do Dánska a začala se vzdělávat navzdory otcově skepsi. V roce 1931 Johansenová složila porodní zkoušku v Královské nemocnici v Kodani s nejlepším výsledkem ve třídě a stala se první Gróňankou, která získala osvědčení porodní asistentky.
Ještě téhož roku se Johansenová vrátila do Grónska a začala pracovat v severním Grónsku. Často sloužila jako účetní, kuchařka a tlumočnice v nemocnici a kromě porodní asistentky pomáhala lékaři při chirurgických zákrocích. 23. července 1938 se provdala za Karla Johansena, obchodního manažera a oba se přestěhovali do Ukkusissatu. Pokračovala v práci porodní asistentky a v roce 1946 se přestěhovali do Illorsuitu v západním Grónsku. Navzdory rozrůstající se rodině byla Johansenová aktivní v komunitě i ve své praxi, často využívala svůj dům pro konzultace a pacienty. V roce 1956 založila pro vesnici ženský spolek.

### Politická kariéra
Když její manžel v roce 1958 zemřel, Johansenová se vrátila do svého rodného města Uummannaq, protože tamní školy byly kvalitnější. Následujícího roku kandidovala ve volbách jako zástupkyně okresu Uummannaq do Grónské zemské rady. Ženy získaly volební právo v roce 1948, ale ve volbách v roce 1951, kterých se ženy mohly poprvé zúčastnit, nekandidovala žádná žena. Johansenová, kterou podporovalo Grónské sdružení dělníků a organizace rybářů a vězňů, byla jednou z prvních kandidátek, které aktivně vedly kampaň a jezdily se psím spřežením nebo na lodi, aby hovořily s voliči. Její zvolení v roce 1959 znamenalo, že v radě poprvé zasedla žena. Taktéž byla jedinou ženou, která v radě působila, než byla v roce 1979 po vytvoření Grónského parlamentu rozpuštěna.
Během působení Johansenové se objevilo mnoho problémů, které souvisely s modernizací a urbanizací země. Johansenová se postavila proti kritériu práva na narození, které umožňovalo lidem narozeným v Dánsku dostávat za stejnou pozici vyšší mzdu, než jakou dostávali rodilí Gróňané, a byla jedinou členkou rady, která se proti této politice postavila. Aktivně se podílela na programech zaměřených proti zneužívání alkoholu a v roce 1969 byla jmenována členkou výboru pro vztahy grónských žen. Tento výbor provedl studie a vydal čtyři zprávy o životních podmínkách žen v zemi. V roce 1973 byla jmenována rytířkou řádu Dannebrog, čímž se stala první ženou, které bylo toto vyznamenání uděleno.

### Pozdní život a smrt
V roce 1975 odešla Johansenová do důchodu, ale navzdory degenerativnímu onemocnění očí zůstala nadále aktivní. V roce 1977 vstoupila do strany Siumut. V roce 1981 byla jmenována čestnou občankou Uummannaqu a v roce 1989 jí grónská autonomní vláda udělila stříbrnou medaili za zásluhy Nersornaat.
Elisabeth Johansenová zemřela v Uummannaqu v roce 1993 ve věku 85 let.

## Rodina
23. července 1938 se provdala za Karla Isaka Kristiana Victora Johansena, obchodního manažera, a oba se přestěhovali do Ukkusissatu. Měla šest dětí:
- Astrid (*1938)
- Severin (1941–2005)
- Henrik Kristian (*1943)
- Lars Emil (*1944), druhý grónský premiér

- Ole (*1950).